# Биљни комарци
Биљни комарци или комари (лат. Chironomidae) су породица двокрилаца са дугим антенама који се могу наћи свуда по свету. Они су блиско повезани са фамилијама Ceratopogonidae, Simuliidae и Thaumaleidae. Многе врсте личе на комарце, али им недостају љуспе на крилима и издужен усни апарат какав имају комарци.

## Врсте и подврсте
Ова породица је подељена на 11 потпородица: Aphroteniinae, Buchonomyiinae, Chilenomyinae, Chironominae, Diamesinae, Orthocladiinae, Podonominae, Prodiamesinae, Tanypodinae, Telmatogetoninae, Usambaromyiinae. Већина врста припада потпородицама Chironominae, Orthocladiinae и Tanypodinae. Diamesinae, Podonominae, Prodiamesinae и Telmatogetoninae су потпородице средње величине од неколико десетина до неколико стотина врста. Преостале четири потпородице имају мање од пет врста свака.

### Родови
Родови биљних комараца:
| - Aagaardia Sæther, 2000 - Abiskomyia Edwards, 1937 - Ablabesmyia Johannsen, 1905 - Acalcarella - Acamptocladius Brundin, 1956 - Acricotopus Kieffer, 1921 - Aedokritus - Aenne - Afrochlus - Afrozavrelia Harrison, 2004 - Allocladius - Allometriocnemus - Allotrissocladius - Alotanypus Roback, 1971 - Amblycladius - Amnihayesomyia - Amphismittia - Anaphrotenia - Anatopynia Johannsen, 1905 - Ancylocladius - Andamanus - Antillocladius Sæther, 1981 - Anuncotendipes - Apedilum Townes, 1945 - Aphrotenia - Aphroteniella - Apometriocnemus Sæther, 1984 - Apsectrotanypus Fittkau, 1962 - Archaeochlus - Arctodiamesa Makarchenko, 1983 - Arctopelopia Fittkau, 1962 - Arctosmittia - Asachironomus - Asclerina - Asheum - Australopelopia - Austrobrillia - Austrochlus - Austrocladius - Axarus Roback 1980 - Baeoctenus - Baeotendipes Kieffer, 1913 - Bavarismittia - Beardius - Beckidia Sæther 1979 - Belgica - Bernhardia - Bethbilbeckia - Biwatendipes - Boreochlus Edwards, 1938 - Boreoheptagyia Brundin 1966 - Boreosmittia - Botryocladius - Brillia Kieffer, 1913 - Brundiniella - Brunieria - Bryophaenocladius Thienemann, 1934 - Buchonomyia Fittkau, 1955 - Caladomyia - Camposimyia - Camptocladius van der Wulp, 1874 - Cantopelopia - Carbochironomus Reiss & Kirschbaum 1990 - Cardiocladius Kieffer, 1912 - Chaetocladius Kieffer, 1911 - Chasmatonotus - Chernovskiia Sæther 1977 - Chilenomyia - Chirocladius - Chironomidae (genus) - Chironominae - Chironomini - Chironomus Meigen, 1803 - Chrysopelopia - Cladopelma Kieffer, 1921 - Cladotanytarsus Kieffer, 1921 - Clinotanypus Kieffer, 1913 - Clunio Haliday, 1855 - Coelopynia - Coelotanypus - Coffmania - Collartomyia - Colosmittia - Compteromesa Sæther 1981 - Compterosmittia - Conchapelopia Fittkau, 1957 - Conochironomus - Constempellina Brundin, 1947 - Corynocera Zetterstedt, 1838 - Corynoneura Winnertz, 1846 - Corynoneurella Brundin, 1949 - Corytibacladius - Cricotopus van der Wulp, 1874 - Cryptochironomus Kieffer, 1918 - Cryptotendipes Lenz, 1941 - Cyphomella Sæther 1977 - Dactylocladius - Daitoyusurika - Demeijerea Kruseman, 1933 - Demicryptochironomus Lenz, 1941 - Denopelopia - Derotanypus - Diamesa Meigen in Gistl, 1835 - Diamesinae - Dicrotendipes Kieffer, 1913 - Diplocladius Kieffer, 1908 - Diplosmittia - Djalmabatista Fittkau, 1968 - Doithrix - Doloplastus - Doncricotopus - Dratnalia - Echinocladius - Edwardsidia - Einfeldia Kieffer, 1924 - Endochironomus Kieffer, 1918 - Endotribelos - Epoicocladius Sulc & ZavÍel, 1924 - Eretmoptera - Eukiefferiella Thienemann, 1926 - Eurycnemus van der Wulp, 1874 - Euryhapsis Oliver, 1981 - Eusmittia - Fissimentum - Fittkauimyia - Fleuria - Freemaniella - Friederia - Georthocladius Strenzke, 1941 - Gillotia Kieffer, 1921 - Glushkovella - Glyptotendipes Kieffer, 1913 - Goeldichironomus - Graceus Goetghebuer, 1928 - Gravatamberus - Gressittius - Guassutanypus - Guttipelopia Fittkau, 1962 - Gymnometriocnemus Goetghebeur, 1932 - Gynnidocladius - Gynocladius Mendes, Sæther & Andrade-Morraye, 2005 - Hahayusurika - Halirytus - Halocladius Hirvenoja, 1973 - Hanochironomus - Hanocladius - Harnischia Kieffer, 1921 | - Harrisius - Harrisonina - Hayesomyia Murray & Fittkau, 1985 - Heleniella Gouin, 1943 - Helopelopia Roback, 1971 - Henrardia - Heptagyia - Heterotanytarsus Spärck, 1923 - Heterotrissocladius Spärck, 1923 - Hevelius - Himatendipes - Hirosimayusurika - Hudsonimyia Roback, 1979 - Hydrobaenus - Hydrosmittia - Hyporhygma - Ichthyocladius Fittkau, 1974 - Ikiprimus - Ikisecundus - Imparipecten - Indoaxarus - Indocladius - Ionthosmittia - Irisobrillia - Kaluginia - Kamelopelopia - Kaniwhaniwhanus - Kiefferophyes - Kiefferulus Goetghebuer, 1922 - Knepperia - Kloosia Kruseman 1933 - Krenopelopia Fittkau, 1962 - Krenopsectra - Krenosmittia Thienemann & Krüger, 1939 - Kribiobius - Kribiocosmus - Kribiodosis - Kribiopelma - Kribiothauma - Kribioxenus - Kurobebrillia - Kuschelius - Labrundinia Fittkau, 1962 - Lappodiamesa Serra-Tosio, 1968 - Lappokiefferiella - Lapposmittia - Larsia Fittkau, 1962 - Lasiodiamesa Kieffer, 1924 - Laurotanypus - Lauterborniella Thienemann & Bause, 1913 - Lepidopelopia - Lepidopodus - Lerheimia - Limaya - Limnophyes Eaton, 1875 - Lindebergia - Linevitshia - Lipiniella Shilova 1961 - Lipurometriocnemus - Lithotanytarsus - Litocladius Andersen, Mendes & Sæther 2004 - Ljungneria - Lobodiamesa - Lobomyia - Lobosmittia - Lopescladius - Lunditendipes - Lyrocladius Mendes & Andersen, 2008 - Macropelopia Thienemann, 1916 - Macropelopini - Manoa - Maoridiamesa - Mapucheptagyia - Maryella - Mecaorus - Megacentron - Mesocricotopus - Mesosmittia Brundin, 1956 - Metriocnemus van der Wulp, 1874 - Microchironomus Kieffer, 1918 - Micropsectra Kieffer, 1909 - Microtendipes Kieffer, 1915 - Microzetia - Molleriella - Mongolchironomus - Mongolcladius - Mongolyusurika - Monodiamesa Kieffer, 1922 - Monopelopia Fittkau, 1962 - Murraycladius - Nakataia - Nandeca - Nanocladius Kieffer, 1913 - Naonella - Nasuticladius - Natarsia Fittkau, 1962 - Neelamia - Neobrillia - Neopodonomus - Neostempellina - Neozavrelia Goetghebuer, 1941 - Nesiocladius - Nilodorum - Nilodosis - Nilotanypus Kieffer, 1923 - Nilothauma Kieffer, 1921 - Nimbocera - Notocladius - Odontomesa Pagast, 1947 - Okayamayusurika - Okinawayusurika - Olecryptotendipes - Oleia - Oliveridia Sæther, 1980 - Omisus Townes, 1945 - Onconeura - Ophryophorus - Oreadomyia - Orthocladiinae - Orthocladius van der Wulp, 1874 - Oryctochlus - Oukuriella - Pagastia Oliver, 1959 - Pagastiella Brundin, 1949 - Paraboreochlus Thienemann, 1939 - Parachaetocladius - Parachironomus Lenz, 1921 - Paracladius Hirvenoja, 1973 - Paracladopelma Harnisch, 1923 - Paracricotopus Thienemann & Harnisch, 1932 - Parakiefferiella Thienemann, 1936 - Paralauterborniella Lenz, 1941 - Paralimnophyes Brundin, 1956 - Paramerina Fittkau, 1962 - Parametriocnemus Goetghebuer, 1932 - Pamirocesa - Paraborniella - Parachironominae - Paradoxocladius - Paraheptagyia - Paranilothauma - Parapentaneura - Paraphaenocladius Thienemann, 1924 - Paraphrotenia - Parapsectra Reiss, 1969 - Parapsectrocladius - Parasmittia - Paratanytarsus Thienemann & Bause, 1913 - Paratendipes Kieffer, 1911 - Paratrichocladius Thienemann, 1942 - Paratrissocladius ZavÍel, 1937 | - Parochlus Enderlein, 1912 - Parorthocladius Thienemann, 1935 - Parvitergum - Paucispinigera - Pelomus' - Pentaneura - Pentaneurella - Pentaneurini - Pentapedilum - Petalocladius - Phaenopsectra Kieffer, 1921 - Physoneura - Pirara - Platysmittia Sæther, 1982 - Plhudsonia - Podochlus - Podonomopsis - Podonomus - Polypedilum Kieffer, 1912 - Pontomyia - Potthastia Kieffer, 1922 - Prochironomus - Procladiini - Procladius Skuse, 1889 - Prodiamesa Kieffer, 1906 - Propsilocerus - Prosmittia - Protanypus Kieffer, 1906 - Psectrocladius Kieffer, 1906 - Psectrotanypus Kieffer, 1909 - Pseudobrillia - Pseudochironomus Malloch, 1915 - Pseudodiamesa Goetghebuer, 1939 - Pseudohydrobaenus - Pseudokiefferiella Zavrel, 1941 - Pseudorthocladius Goetghebuer, 1932 - Pseudosmittia Goetghebuer, 1932 - Psilochironomus - Psilometriocnemus Sæther, 1969 - Pterosis - Qiniella - Reissmesa - Rheochlus - Rheocricotopus Brundin, 1956 - Rheomus - Rheomyia - Rheopelopia Fittkau, 1962 - Rheosmittia Brundin, 1956 - Rheotanytarsus Thienemann & Bause, 1913 - Rhinocladius - Riethia - Robackia Sæther, 1977 - Saetheria Jackson, 1977 - Saetheriella Halvorsen, 1982 - Saetherocladius - Saetherocryptus - Saetheromyia - Saetherops - Sasayusurika - Schineriella Murray & Fittkau, 1988 - Semiocladius - Setukoyusurika - Seppia - Sergentia Kieffer, 1922 - Shangomyia - Shilovia - Skusella - Skutzia - Smittia Holmgren, 1869 - Stackelbergina - Stelechomyia - Stempellina Thienemann & Bause, 1913 - Stempellinella Brundin, 1947 - Stenochironomus Kieffer, 1919 - Stictochironomus Kieffer, 1919 - Stictocladius - Stictotendipes - Stilocladius Rossaro, 1979 - Sublettea - Sublettiella - Sumatendipes - Symbiocladius Kieffer, 1925 - Sympotthastia Pagast, 1947 - Syndiamesa Kieffer, 1918 - Synendotendipes Grodhaus, 1987 - Synorthocladius Thienemann, 1935 - Tanypodinae - Tanypus Meigen, 1803 - Tanytarsini - Tanytarsus van der Wulp, 1874 - Tavastia - Telmatogeton Schiner, 1866 - Telmatopelopia Fittkau, 1962 - Telopelopia - Tempisquitoneura - Tethymyia - Thalassomya Schiner, 1856 - Thalassosmittia Strenzke & Remmert, 1957 - Thienemannia Kieffer, 1909 - Thienemanniella Kieffer, 1911 - Thienemannimyia Fittkau, 1957 - Thienemanniola - Tobachironomus - Tokunagaia Sæther, 1973 - Tokunagayusurika - Tokyobrillia - Tosayusurika - Townsia - Toyamayusurika - Tribelos Townes, 1945 - Trichochilus - Trichosmittia - Trichotanypus Kieffer, 1906 - Trissocladius Kieffer, 1908 - Trissopelopia Kieffer, 1923 - Trondia - Tsudayusurika - Tusimayusurika - Tvetenia Kieffer, 1922 - Unniella Sæther, 1982 - Usambaromyia Andersen & Sæther, 1994 - Virgatanytarsus Pinder, 1982 - Vivacricotopus - Wirthiella - Xenochironomus Kieffer, 1921 - Xenopelopia Fittkau, 1962 - Xestochironomus - Xestotendipes - Xiaomyia - Xylotopus - Yaeprimus - Yaequartus - Yaequintus - Yaesecundus - Yaetanytarsus - Yaetertius - Yama - Zalutschia Lipina, 1939 - Zavrelia Kieffer, 1913 - Zavreliella Kieffer, 1920 - Zavrelimyia Fittkau, 1962 - Zelandochlus - Zhouomyia - Zuluchironomus |